# Noël Coypel

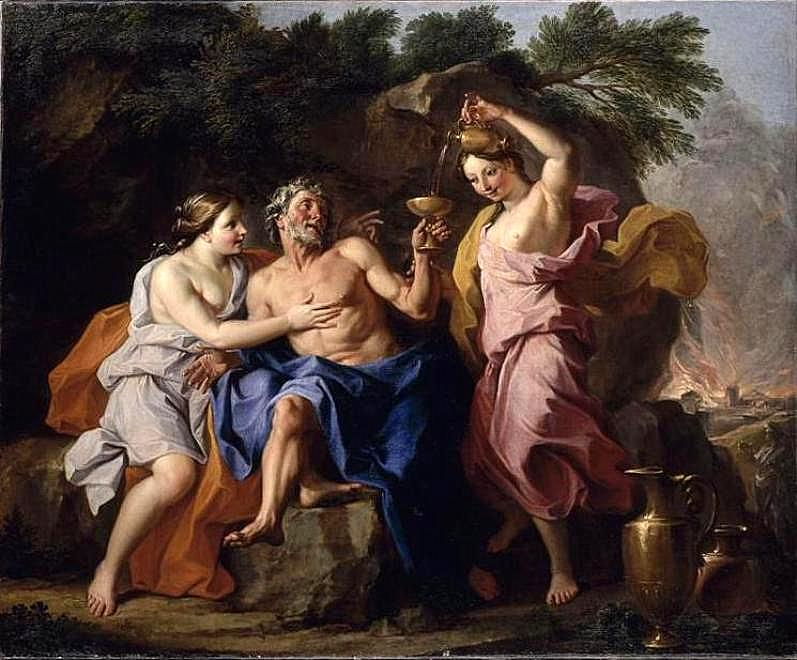
Noël Coypel: Loth und seine Töchter, um 1704, Musée des Beaux-Arts, Rennes

Noël Coypel (* 25. Dezember 1628 in Paris; † 24. Dezember 1707 ebenda) war ein französischer Barockmaler und Stammvater der angesehenen und einflussreichen Künstlerfamilie Coypel.

## Leben
Noël Coypel war der Sohn eines erfolglosen Künstlers und erhielt seine Ausbildung in den Malerwerkstätten von Poncet in Orléans und Quillerier in Paris. Er wurde von Charles Errard angestellt, um einige Bilder für den Louvre zu malen und nahm seit 1655 wiederholt direkte Aufträge des Königs an. Im Jahr 1663 wurde er Mitglied der Académie royale de peinture et de sculpture, 1664 Professor und 1695 deren Direktor. Von 1672 bis 1675 leitete er die Académie de France in Rom.
Coypel zeichnete sich durch beeindruckende Schaffenskraft aus und hinterließ eine große Zahl Kunstwerke, neben Tafelbildern in verschiedenen Museen und Kirchen auch Wandmalereien bei Repräsentativbauten. Unter der Leitung Charles Le Bruns nahm er an der Ausgestaltung des Schlosses von Versailles, des Palais des Tuileries und des Invalidendomes in Paris, sowie des Parlaments in Rennes teil. Die Ähnlichkeit der Stile Le Bruns und Coypels ist augenfällig, wegen des ebenfalls deutlichen Einflusses von Nicolas Poussin wurde Noël Coypel allerdings auch Coypel le Poussin genannt.

## Werke (Auswahl)
- Le martyre de St-Jean (Louvre).